# Pizzo delle Saette
Il Pizzo delle Saette è un rilievo montuoso italiano appartenente alla catena delle Alpi Apuane ed è alto 1.720 metri sul livello del mare. Si trova in alta Toscana, in Provincia di Lucca; fa parte del Parco Regionale delle Alpi Apuane ed è riconosciuto quale Sito di interesse comunitario.

## Caratteristiche
La montagna si trova nella parte meridionale della catena delle Alpi Apuane ed è collegata con una esile cresta sul lato Sud al versante Nord della Regina delle Apuane, la Pania della Croce, alta 1.858 metri sul livello del mare; il versante che guarda il mare e la Versilia, ad Ovest, è strapiombante, così come il versante rivolto verso Nord, e cioè verso il Canale delle Verghe, la Valle della Turrite Secca, il Colle di Favilla ed il Lago di Isola Santa. Ma anche il versante a Est precipita verso l'altipiano carsico tormentato della Vetricia e verso la profonda Borra di Canala. 

## Accesso
Si può salire il Pizzo delle Saette dal Rifugio Enrico Rossi alla Pania, alto 1.609 metri s.l.m., sopra Piglionico, provenendo da Gallicano, nella Valle del Serchio, cioè la Garfagnana. Occorre allora raggiungere prima con un sentiero la cima della Pania della Croce e quindi scendere lungo la cresta aerea fino al Pizzo delle Saette. In alternativa, si può salire da Piglionico verso Molazzana, quindi proseguire fino ad una cappellina, dove finisce la strada, posta a 1.120 metri s.l.m. ed eretta in memoria del cruento scontro che avvenne il 28 agosto 1944 tra il gruppo partigiano “Valanga” e le truppe occupanti tedesche; si prosegue sul sentiero che porta al Rifugio Rossi; ad un bivio si prende a destra e, attraversando una rada faggeta mista a pietraie, ci si dirige verso la profonda Borra di Canala, tra l'altopiano della Vetricia ed il Pizzo delle Saette. Dopo avere attraversato la Pianiza ed i ghiaioni alla base del Pizzo delle Saette, si raggiunge la cima con una salita assai ripida ed impegnativa.
Si può infine arrivare al Pizzo delle Saette anche dal Rifugio del Freo, in località Foce di Mosceta, dal versante marino, a Ovest del gruppo delle Panie, salendo dal Paese di Levigliani.
Tutte le vie di accesso alla vetta comportano il superamento di difficoltà di tipo alpinistico con attrezzatura adeguata. La zona è molto frequentata anche dagli alpinisti in inverno.
Dalla vetta del Pizzo delle Saette si ammira un panorama assai vasto: a Sud, sul vicino Gruppo delle Panie; a Nord,  verso la Penna di Sumbra, il Monte Fiocca, il Monte Corchia, il Monte Sella, e l'Alto di Sella. A Ovest si vede la costa della Versilia, l‘Alto Tirreno, e si intravedono alcune isole dell'Arcipelago Toscano e la Corsica.  A Est si vede la Garfagnana e si scorgono in lontananza le cime dell'Appennino Tosco-Emiliano.

## Alpinismo
La parete nord del Pizzo delle Saette con i suoi 600 metri è una delle maggiori delle Apuane e fu salita in prima invernale da Zappelli nel 1961.

## Carsismo
Il paesaggio sconvolto che si ammira subito sotto la cima, specialmente guardando verso il versante a Est, affascina per la grande quantità di fratture e spaccature che si trovano lungo le sue pendici: vi sono campi solcati, doline  e grotte, molte delle quali verticali. La più nota è l'Abisso Revel, una voragine verticale a salto unico di oltre 316 metri di profondità; poi vi è la Buca del Ragno, la Voragine dei Bamburzi, la Buca Larga e molte altre.
Nell'anno 1931 alcuni speleologi di Firenze riuscirono a scendere fino in fondo all'Abisso Revel, che per diversi anni ha avuto il primato mondiale di grotta verticale ad una salto unico, e questo grazie a scalette di corda, misurando appunto 316 metri di profondità. In ogni stagione dell'anno si accumula sul fondo una notevole quantità di neve.